# 1er novembre 1978
 (décembre 2016).
Le 1er novembre 1978 est le 305e jour de l'année 1978 du calendrier grégorien. Il s'agit d'un mercredi.
Ce jour-là sortait le premier film les Bronzés avec pour acteurs principaux Josiane Balasko et Gérard Jugnot.

## Naissances
- Lázaro Ramos, acteur et réalisateur brésilien.

## Décès
- Giuseppe Berto, écrivain italien.
- Henri Stempffer, entomologiste français.